# Jean Rousset de Missy
Jean Rousset de Missy, né le 26 août 1686 à Laon et mort le 13 août 1762 à Uithoorn ou Maarssen (Provinces-Unies), est un juriste, historien et journaliste français qui a fait carrière surtout dans les Provinces-Unies parce qu'il est huguenot. Il est renommé pour ses écrits sur le droit international.

## Biographie
Né à Laon de parents protestants, il est forcé d'étudier au collège du Plessis à Paris à cause de ses convictions religieuses. Adulte, il joint la Staatse leger (armée d'État hollandaise) et combat à la bataille de Malplaquet (1709), l'un des conflits de la guerre de Succession d'Espagne. Ensuite, il fonde une école pour garçons aristocratiques à La Haye, qu'il dirige jusqu'en 1724.

## Juriste
Il collabore avec Jean Dumont de Carelskroon (1667–1727), juriste de Charles VI, empereur des Romains et auteur de Corps Universel Diplomatique du Droit des Gens, auquel Rousset ajoute un supplément en 1739.
Les ouvrages Recueil historique et Intérêts presens de Rousset constituent la référence sur le droit international pour les diplomates contemporains. Il met l'emphase sur l'importance d'un droit volontaire, ou secondaire : en ratifiant des traités, les monarques, les républiques et les cités ont régulièrement amendé, modifié ou créé le droit international. En ce qui concerne le droit naturel, Rousset renvoie aux théoriciens du XVIIe siècle Hugo Grotius et Samuel Pufendorf. Il indique que son travail de regroupement d'actes formels vise à guider les dirigeants et leurs conseillers. Dans la préface de ses Intérêts presens de 1733, il écrit :
« La Politique, c'est l'art de gouverner l'Etat, & d'en diriger toutes les Affaires, soit dans la Paix, soit dans la Guerre, relativement à ses Interêts avec les autres Puissances, & conformement au Droit & à la Justice. »
Rousset croit que les conflits entre États souverains peuvent être résolus grâce à des procédures éprouvées, en s'appuyant à la fois sur les anciens traités (de Westphalie, d'Oliva, Bulle d'or de 1356) et les nouveaux traités (par exemple, le traité d'Utrecht de 1713). La guerre pouvait donc être évitée en empruntant une voie de résolution de conflits informelle et alternative. Rousset épousait donc les vues du premier ministre français André Hercule de Fleury (1653–1743) et du premier ministre britannique Robert Walpole (1676–1745), qui poursuivaient la politique du régent français Philippe d'Orléans, de son ministre Guillaume Dubois et du ministre britannique James Stanhope.
En plus d'être vu comme une sommité sur les traités, Rousset était aussi apprécié pour les cérémonies, l'étiquette étant un sujet sensible dans les cours d'Europe.

## Historien
Rousset et Dumont ont rédigé un compte rendu sur la guerre de Succession d'Espagne illustré par le peintre  et graveur néerlandais Jan van Huchtenburg. Rousset a rédigé des ouvrages sur la Russie de Catherine Ire et de Pierre le Grand, ainsi que sur l'Espagne du roi Philippe V.

## Journaliste
En tant que journaliste, Rousset publie entre autres dans le Mercure historique et politique. Une partie de sa correspondance a été publiée. 
En 1748, il participe à la révolution orangiste des Provinces-Unies. Soupçonné de publier des pamphlets anonymes contre le Tweede Stadhouderloze Tijdperk (second régime sans Stathouder) et de fuiter des informations diplomatiques, il est emprisonné. Il est libéré sur l'ordre du nouveau Stathouder Guillaume IV d'Orange-Nassau, qui le nomme historien et conseiller personnels. Leur collaboration se termine lorsque Rousset joint les rangs de la faction démocratique Doellisten (avec Daniel Raap (en)). À la suite d'une protestation de l'ambassadeur français contre un pamphlet de Rousset, il s'enfuit à Bruxelles. Après avoir passé quelques années dans cette ville, peut-être au service du gouvernement des Pays-Bas autrichiens, il retourne dans les Provinces-Unies en 1752, où il se retire dans le village de Maarssen jusqu'à sa mort le 13 août 1762 (qui est peut-être arrivée dans le village d'Uithoorn).
Franc-maçon, il fut le premier vénérable maître de la  loge « De la Paix », ensuite « La Bien-Aimée », fondée en 1735 à Amsterdam.

## Œuvres
- Relation historique de la grande révolution arrivée dans la république des Provinces-Unies en 1717
- Histoire publique et secrète de la cour de Madrid, depuis l’avènement de Philippe V à la couronne, 1719
- Histoire du Cardinal Alberoni, La Haye, 1720
- Recueil historique d'actes, négotiations, mémoires et traitez, depuis la Paix d'Utrecht, La Haye, 1728
- Mémoires du règne de Catherine, impératrice et souveraine de toute la Russie, Amsterdam, 1728
- (avec Jean Du Mont de Carelskroon et Jan Van Huchtenburg) Histoire militaire du prince Eugène de Savoie, du prince et duc de Marlborough, et du prince de Nassau-Frise, où l'on trouve un détail des principales actions de la dernière guerre et des batailles et sièges commandez par ces trois généraux, La Haye, 1729
- Mémoires du règne de Pierre le Grand, empereur de Russie, Amsterdam, 1730
- Intérêts presens des Puissances de l'Europe, La Haye, 1733
- Supplément au Corps Universel Diplomatique du droit des gens, contenant un Recueil des Traitez d'alliance, de paix, de trève, de neutralité, Amsterdam, 1739
- Histoire des guerres entre les maisons de France et d’Autriche, 1742 (2e édition en 1748)
- Mémoires sur le rang et la préséance entre les souverains de l'Europe et entre leurs ministres représentans suivant leurs différens Caractères. Pour servir de supplement à l'ambassadeur et ses fonctions de Mr. de Wicquefort, Amsterdam, 1746
- Description géographique, historique et politique du royaume de Sardaigne, 1748